# 애틀랜틱 코스트 콘퍼런스

애틀랜틱 코스트 콘퍼런스(Atlantic Coast Conference, ACC)는 미국에 위치한 대학 체육 대회이다. 노스캐롤라이나주 샬럿에 본부를 두고 있는 ACC의 18개 회원 대학은 NCAA(전미 대학 체육 협회)의 디비전 I에서 경쟁한다. ACC 축구팀은 NCAA 디비전 I 풋볼 볼 서브디비전에서 경쟁한다. ACC는 전국적으로 높은 평가를 받는 많은 회원 기관과 함께 27개 스포츠 경기를 후원한다. 현재 컨퍼런스 회원은 보스턴 칼리지, 캘리포니아, 클렘슨, 듀크, 플로리다 주립, 조지아 공대, 루이빌, 마이애미, 노스캐롤라이나, NC 주립, 노트르담, 피츠버그, SMU, 스탠포드, 시러큐스, 버지니아, 버지니아 공대, 웨이크 포리스트이다.